# Keita Komiya
Keita Komiya (...) è un ex giocatore di football americano giapponese che ha giocato come defensive lineman.